# 郡监
郡监，秦朝监郡御史别称，即监御史。
秦朝设置郡监，掌管监察郡内政务。《史记·秦始皇本纪》：“分天下为三十六郡，郡置守、尉、监。”汉朝废除郡监，汉武帝之后，又设刺史作为郡县的监察官。新朝设郡监，位同上大夫，每个郡监各主管五郡。东汉废除。